# Listă de pictori români în acuarelă
Aceasta este o listă de pictori români în acuarelă.

## A
- Nicolae Alexi

## B
- Elena Alexandra Barabaș Bednarik
- Ignat Bednarik

## C
- Gheorghe Chirovici

## D
- Nicolae Dărăscu

## G
- Ion Georgescu
- Nicolae Grant
- Lucian Grigorescu
- Nicolae Grigorescu

## H
- Iulia Hălăucescu

## I
- Iosif Iser

## L
- Ștefan Luchian

## M
- Ion Murariu

## O
- Olga Ottetelesanu

## P
- Maria Pillat Brateș
- Ștefan Popescu

## S
- Margareta Sterian
- Carol Popp de Szathmáry

## T
- Nicolae Tonitza